# Diplomitoporus costaricensis
Diplomitoporus costaricensis är en svampart som beskrevs av I. Lindblad & Ryvarden 1999. Diplomitoporus costaricensis ingår i släktet Diplomitoporus och familjen Polyporaceae.   Inga underarter finns listade i Catalogue of Life.